# Prostitution aux Îles Salomon
La prostitution aux Salomon est l'activité de prostitution exercée légalement aux Îles Salomon, les activités connexes telles que le racolage et la tenue de lupanar étant interdites,. Elle est notoire principalement dans la capitale, Honiara, et au voisinage des camps de bûcherons dans les îles Makira, Malaita et Isabel,. De nombreuses femmes se sont tournées vers la prostitution en raison de la pauvreté, certaines à partir de 13 ans. Les lois sont rarement appliquées.
La prostitution des enfants est un problème aux Îles Salomon, parfois avec la complicité de membres de la famille. Le trafic sexuel est également un problème.

## Législation
Le Code pénal des Îles Salomon incrimine les activités suivantes liées à la prostitution :
- Article 144 - Proxénétisme
- Article 145 - Se procurer les faveurs d'une femme par des menaces ou une fraude ou par l'administration de drogues
- Article 148 - Détention intentionnelle ou dans un bordel
- Article 153 1 (a) - Vivre totalement ou en partie des revenus de la prostitution
- Article 153 1 (b) - Racolage
- Article 153 1 (c) - Exerce un contrôle, une direction ou une influence sur une prostituée à des fins d'enrichissement personnel
- Article 155 - Lupanars

## Marché central d'Honiara
En 2009, des enquêtes menées sur le commerce du sexe ont été menées auprès de femmes du marché et de jeunes filles du marché central. En 2014, les pêcheurs, qui étaient payés pour transporter des filles vers des bateaux de pêche étrangers à l'extérieur du port de Honiara, ont décrit le marché central comme l'un des «lieux de ramassage les plus évidents ou les plus connus» pour la prostitution.

## RAMSI
En 2006, le Premier ministre des Îles Salomon, Manasseh Sogavare, a déposé une plainte contre la Mission d'assistance régionale dirigée par l'Australie aux Îles Salomon (RAMSI). Il a allégué que les forces de maintien de la paix introduisaient en contrebande des femmes locales dans leur base de l'ancien Guadalcanal Beach Resort et les utilisaient comme prostituées. Les demandes ont été rejetées par le RAMSI.

## Trafic sexuel
Les Îles Salomon sont un pays d'origine, de transit et de destination pour les femmes locales et d'Asie du Sud-Est soumises à la prostitution forcée et pour les enfants victimes de trafic sexuel. Des femmes de Chine, d'Indonésie, de Malaisie et des Philippines sont recrutées pour un travail légitime, certaines payant d'importantes sommes d'argent en frais de recrutement et, à leur arrivée, sont contraintes de se prostituer.
Les enfants des Îles Salomon sont victimes de trafic sexuel dans le pays, parfois en échange d'argent ou de marchandises, en particulier à proximité des camps forestiers étrangers, sur des bateaux de pêche commerciaux étrangers et locaux, et dans des hôtels et des établissements de divertissement. Des filles et des jeunes femmes sont recrutées pour se rendre dans les camps d’exploitation forestière pour le travail domestique et certaines sont ensuite exploitées à des fins de prostitution. Certains parents reçoivent des paiements pour avoir envoyé des jeunes femmes et des filles dans des mariages forcés avec des travailleurs étrangers dans des sociétés d'exploitation forestière et minière; beaucoup d’entre elles sont exploitées dans la prostitution.
Le Bureau de surveillance et de lutte contre la traite des personnes du département d'État des États-Unis classe les Îles Salomon comme un pays de « niveau 2 ».